# Lennie Tristano
Leonard "Lennie" Joseph Tristano (19. marts 1919 i Chicago – 18. november 1978 i New York City USA) var en amerikansk Jazz-pianist, komponist og teori-lærer i improvisation.
Tristano var en betydningsfuld pianist i jazzen i 1950'erne. Han spillede fra bebop til avantgardejazz, og bevægede sig i miljøet omkring de berømte klubber i New York, hvor han spillede med sine grupper og eksperimenterede med nye former i jazzen. 
Han inspirerede bl.a. musikere som Lee Konitz og Bill Evans med sine teorier. 
Tristanos egne inspirationer var Art Tatum, Bud Powell og Nat King Cole, men han udviklede en egenartet stil , som pianister som f.eks. Paul Bley blev inspireret af og videreførte. 